# St. Elmo (film 1910 Thanhouser)
St. Elmo è un cortometraggio muto del 1910 diretto da Lloyd B. Carleton e da Barry O'Neil. I due interpreti principali, Frank Hall Crane e Anna Rosemond, erano due noti attori teatrali qui alla loro seconda esperienza cinematografica. Gertrude Thanhouser era la moglie del produttore Edwin Thanhouser e una dei tre fondatori della casa di produzione omonima.

## Produzione
Fu il secondo film prodotto dalla compagnia di produzione Thanhouser Film Corporation.

## Distribuzione
Distribuito dalla Thanhouser Film Corporation, il film - un cortometraggio in una bobina - uscì nelle sale statunitensi il 22 marzo 1910.